# Dimarella menkei
Dimarella menkei är en insektsart som beskrevs av Stange 1963. Dimarella menkei ingår i släktet Dimarella och familjen myrlejonsländor. Inga underarter finns listade i Catalogue of Life.